# Themistella steenstrupi
Themistella steenstrupi är en kräftdjursart. Themistella steenstrupi ingår i släktet Themistella och familjen Lestrigonidae. Inga underarter finns listade i Catalogue of Life.